# Јаје
Јаје представља јајну ћелију животиња, окружену јајним опнама. Код свих животиња изузев неких дупљара, јајне ћелије се „пакују“ у јајне опне пре или након оплођења. Јаје је репродуктивна ћелија женке и након оплодње са мушком полном ћелијом (сперматозоидом), ако се исправно инкубира, развиће се пиле. Током двадесетодневног периода док је ембрион у љусци, садржај у јајету служи као једини извор хране за пиле у развоју. Јаје је једна од најкомплетнијих намирница познатих човеку јер садржи изванредно избалансиран однос протеина, масти, угљених хидрата, минерала и витамина. 

## Љуска јајета
Јаје је обавијено љуском која је састављена од кречњака. она је веома слаба јер је кречњачки слој веома танак.

## Научне класификације
Научници често класификују репродукцију животиња према степену развоја који се јавља пре него што се нове јединке избаце из тела одрасле особе и према жуманцету које јаје обезбеђује за исхрану ембриона.

### Величина јајета и жуманца
Јаја кичмењака могу се класификовати према релативној количини жуманца. Једноставна јаја са мало жуманца називају се микролециталним, средње велика јаја са нешто жуманца називају се мезолециталним, а велика јаја са великим концентрованим жуманцетом називају се макролециталним. Ова класификација јаја заснива се на јајима хордата, иако се основни принцип протеже на цело животињско царство.

#### Микролецитал
Мала јаја са мало жуманца називају се микролециталним. Жуманце је равномерно распоређено, тако да цепање јајне ћелије пресеца и дели јаје на ћелије прилично сличне величине. Код сунђера и жарњака јаја која се деле се развијају директно у једноставну ларву, више попут моруле са трепљама. Код жарњака, ова фаза се назива планула и било се развија директно у одрасле животиње или формира нове одрасле јединке кроз процес пупљења.
Микролецитална јаја захтевају минималну масу жуманца. Таква јаја се налазе код пљоснатих црва, ваљкастих црва, анелида, шкољкаша, бодљокожаца, ланцелета и већине морских зглавкара. Код анатомски једноставних животиња, као што су жарњаци и пљоснати црви, развој фетуса може бити прилично кратак, а чак и микролецитална јаја могу се директно развити. Ова мала јаја могу се произвести у великом броју. Код животиња са високим морталитетом јаја, микролецитална јаја су норма, као код шкољкаша и морских зглавкара. Међутим, ова последња су анатомски сложеније од нпр. оних код пљоснатих црва, и мала микролецитална јаја не дозвољавају пуни развој. Уместо тога, из јаја се излегу ларве, које се могу значајно разликовати од одрасле животиње.
Код плацентних сисара, где ембрион храни мајка током целог феталног периода, јаје се смањује у величини до у суштини голе јајне ћелије.

#### Мезолецитална јаја
Мезолецитална јаја имају релативно више жуманца од микролециталних јаја. Жуманце је концентрисано у једном делу јајета (вегетални пол), а ћелијско једро и већи део цитоплазме у другом (животињском полу). Цепање ћелија је неравномерно и углавном је концентрисано у животињском полу богатом цитоплазмом.
Већи садржај жуманца у мезолециталним јајима омогућава дужи развој фетуса. Релативно анатомски једноставне животиње ће моћи да прођу кроз пуни развој и напусте јаје у облику који подсећа на одраслу животињу. Таква је ситуација код слепуље и неких пужева. Животиње са мањим јајима или напреднијом анатомијом и даље ће имати посебан стадијум ларве, мада ће ларва у основи бити слична одраслој животињи, као код змијуљица, целаканта и даждевњака.

#### Макролецитална јаја
Јаја са великим жуманцетом називају се макролециталним. Јаја су обично малобројна, а ембриони имају довољно хране да прођу кроз потпуни развој фетуса у већини група. Макролецитална јаја се јављају само код одабраних представника две групе: главоножаца и кичмењака.
Макролецитална јаја пролазе кроз другачији тип развоја од других јаја. Због велике величине жуманца, ћелијска подела не може да подели масу жуманца. Уместо тога, фетус се развија као плочаста структура на врху жуманчане масе и обавија га тек у каснијој фази. Део масе жуманца је још увек присутан као спољашња или полуспољашња жуманчана кеса при излегању у многим групама. Овај облик развоја фетуса је уобичајен код коштаних риба, иако њихова јаја могу бити прилично мала. Упркос њиховој макролециталној структури, мала величина јаја не дозвољава директан развој, а јаја се излегу до ларвалног стадијума. Код копнених животиња са макролециталним јајима, велики однос запремине и површине захтева структуре које помажу у транспорту кисеоника и угљен-диоксида, као и за складиштење отпадних продуката тако да се ембрион не угуши или отрује сопственим отпадом док је унутар јајета, погледајте амниота.
Поред коштаних риба и главоножаца, макролецитална јаја се налазе код рушљориба, гмизаваца, птица и монотремних сисара. Јаја целиканта могу достићи величину од 9 cm (3,5 in) у пречнику, а млади пролазе кроз пун развој док су у материци, живећи на обилном жуманцету.

### Репродукција полагањем јаја
Животиње се обично класификују према начину размножавања, на најопштијем нивоу по чему се разликују оне које легу јаја (лат. oviparous) од живородних (лат. viviparous).
Ове класификације су детаљније подељене према развоју који се дешава пре него што се потомство избаци из тела одрасле јединке. Традиционално:[
- Овулипарност значи да женка мрести неоплођена јаја (јајне ћелије), која се затим морају оплођивати споља. Овулипарност је типична за кошљорибе, жабе, бодљокошце, шкољкаше и жарњаке. Већина водених организама је овулипарна. Термин је изведен из деминутивног значења "мало јаје".
- Овипарност је случај где се оплодња дешава изнутра, те су јаја која полаже женка зиготи (или новоразвијајући ембриони), често са додатком важних спољашњих ткива (на пример, у кокошијем јајету ниједан део изван жуманцета не потиче од зигота). Овипарност је типична за птице, гмизавце, неке хрскавичне рибе и већину артропода. Копнени организми су типично овипарни, са омотачима јаја који су отпорна на испаравање влаге.
- Ово-вивипарност је место где се зигот задржава у телу одрасле особе, али нема трофичких (храњивих) интеракција. То јест, ембрион и даље добија све своје хранљиве материје из јајета. Већина живородних риба, водоземаца или гмизаваца заправо су ововивипарни. Примери укључују гмизавца Anguis fragilis, морског коњића (где се зиготи задржавају у трбушном „марсупијуму“ мужјака), и жабе Rhinoderma darwinii (где се јаја развијају у гласној кеси) и Rheobatrachus (где се јаја развијају у стомаку).
- Хистотрофна вивипарност значи да се ембриони развијају у јајоводима женке, али добијају хранљиве материје конзумирањем других јајних ћелија, зигота или ембриона сродника (оофагија или аделфофагија). Овај интраутерини канибализам се јавља код неких ајкула и код црног даждевњака Salamandra atra. Торбари излучују „млеко материце“ које допуњује исхрану из жуманчане кесе.[11]
- Хемотрофна вивипарност је место где се хранљиве материје обезбеђују из крви жене преко наменског органа. Ово се најчешће дешава кроз плаценту, која се налази код већине сисара. Сличне структуре налазе се код неких ајкула и код гуштера Pseudomoia pagenstecheri.[12][13] Код неких хилидних жаба, ембрион храни мајка преко специјализованих шкрга.[14]

Термин хемотропни потиче од латинског за храњење крвљу, у супротности са хистотрофним за храњење ткива.